# Charlie Hill
Pour les articles homonymes, voir Hill.
Charles Allan 'Charlie' Hill, né le 6 juillet 1951 à Détroit dans le Michigan et mort le 30 décembre 2013 (à 62 ans) à Oneida dans le Wisconsin, est un acteur et un humoriste américain, d'origine amérindienne (Onneiout). Il a notamment écrit pour la série télévisée Roseanne.

## Filmographie
- 1977 : The Richard Pryor Show (série télévisée)
- 1978 : Super Jaimie (série télévisée)
- 1980 : The Big Show (série télévisée)
- 1984 : Harold of Orange (court-métrage)
- 1985 : Late Night with David Letterman (série TV)
- 1985 : Spenser (série TV)
- 1985 : Les Craquantes (série TV)
- 1985 : MacGruder and Loud (série TV)
- 1986 : Impure Thoughts
- 1992 : The Tonight Show with Jay Leno (série TV)
- 1993 : North of 60 (série TV)
- 1995 : Roseanne (série TV)
- 1996 : Moesha (série TV)
- 1999 : On and Off the Res with Charlie Hill
- 2004 : City Confidential (série TV-documentaire)
- 2004 - 2006 : Late Show with David Letterman (série TV)
- 2005 :  CBC Winnipeg Comedy Festival (série TV)
- 2009 : The Longest Walk Through Hollywood (documentaire)
- 2009 : Goin' Native: The Indian Comedy Slam – No Reservations Needed (TV)
- 2009 : Reel Injun (documentaire)
- 2010 : A Good Day to Die (documentaire)